# رود کوستروما
 رود کوستروما رودی است که از  near Knyazhevo Chuhlomskogo سرچشمه می‌گیرد که. این رود از کشور روسیه می‌گذرد. طول آن ۳۵۴ کیلومتر (۲۲۰ مایل) است.